# Angust
L'Angust est une rivière française du département des Pyrénées-Orientales de la région Occitanie, dans l'ancienne région Languedoc-Roussillon et un affluent gauche du Sègre, c'est-à-dire un sous-affluent de l'Èbre.

## Géographie
De 13,5 kilomètres de longueur, l'Angust prend sa source sur la commune de Bolquère à 1 775 mètres d'altitude.
Il coule globalement du nord-est vers le sud-est.
Il conflue sur la commune d'Estavar, à 1 202 mètres d'altitude.
Les cours d'eau voisins sont, dans le sens des aiguilles d'une montre, l'Aude au nord, le riu d'Angostrina au nord-est, la Riberola, à l'est, le Sègre au sud-est, la Ribeira d'Err et le Sègre au sud, le Sègre au sud-ouest, le riu d'Angostrina et le Rec d'Egat à l'ouest, le riu d'Angostrina au nord-ouest. 

### Communes et cantons traversés
Dans le seul département des Pyrénées-Orientales (66), l'Angust traverse les quatre communes suivantes, dans le sens amont vers aval, de Bolquère (source), La Cabanasse, Font-Romeu-Odeillo-Via, Estavar, (confluence).
Soit en termes de cantons, l'Angust prend source et conflue dans le même canton des Pyrénées catalanes, dans l'arrondissement de Prades.

### Bassin versant
L'Angust traverse une seule zone hydrographique El Segre de sa source à l'Angust inclus (Y000) est de 94 km2. Ce bassin versant est composé à 67,32 % de « forêts et milieux semi-naturels », à 28,47 % de « territoires agricoles », à 5,01 % de « territoires artificialisés ».

## Affluents
L'Angust a neuf tronçons affluents référencés :
- le Rec de Sant-Joan (rg), 1,8 km sur les trois communes de La Cabanasse (confluence), Eyne (source) et Saint-Pierre-dels-Forcats.
- le Rec de Ricaut (rd) 5 km sur la seule commune de Font-Romeu-Odeillo-Via avec un affluent :
  - le Rec de les Carboheres (rg), 1,3 km sur la seule commune de Font-Romeu-Odeillo-Via.
- l'Ebre (rg), 11,2 km sur les trois communes de Font-Romeu-Odeillo-Via (confluence), Eyne (source), Saillagouse avec un affluent :
  - le Rec de la Figuera del Quer (rg), 2,2 km sur les deux communes de Llo (source) et Eyne (confluence).
- le Rec de Galamany (rg), 3,3 km sur les trois communes de Font-Romeu-Odeillo-Via (confluence), Llo (source), Saillagouse
- le Rec de Via (rd), 2 km sur la seule commune de Font-Romeu-Odeillo-Via.
- le Rec de les Canaletes ou Rec dels Claus (rd), 5,9 km sur les deux communes de Font-Romeu-Odeillo-Via (source) et (confluence), Egat.
- le Rec de Sant-Estève (rd), 1,1 km sur les deux communes de Font-Romeu-Odeillo-Via (confluence), Égat (source).
- le Rec del Salt (rd), 1,4 km sur la seule commune d'Estavar.
- le Rec d'Angust (rd), 1 km sur la seule commune d'Estavar.

Le rang de Strahler est donc de deux.